# Жигаловский, Борис Всеволодович
Борис Всеволодович Жигало́вский (5 декабря 1918, Кривой Рог, Херсонская губерния — 3 июня 1994, Новоуральск, Свердловская область) — советский учёный, электрохимик.

## Биография
Родился 5 декабря 1918 года в местечке Кривой Рог в семье горного инженера Всеволода Иннокентьевича Жигаловского. С 1926 года жил с родителями в Харькове.
В 1941 году окончил физическое отделение Физико-математического факультета Харьковского университета и в июле-октябре 1941 года — курсы воентехников при артиллерийской академии имени Ф. Э. Дзержинского. До апреля 1947 года служил в армии в частях противовоздушной обороны.
С апреля 1947 по май 1948 года работал в лаборатории № 2 АН СССР в отделе И. К. Кикоина.
В мае 1948 года откомандирован на завод № 813 (УЭХК), до 1950 года числился в штате лаборатории № 2. С 1950 года по 1993 года работал на Уральском электрохимическом комбинате: в цехе № 19, в управлении № 27, в отделе № 15. С 1952 по 1962 год заведующий расчётно-теоретической лабораторией ЦЗЛ. В 1962—1988 годах — заместитель главного инженера по научной работе, в 1988—1993 годах — научный сотрудник цеха № 20.
В 1955 году представил к защите кандидатскую диссертацию «Теория построения схем диффузионных заводов». Её уровень оказался настолько высоким, что член Учёного совета академик Миллионщиков и председатель Совета академик Кикоин предложили признать диссертацию одновременно докторской и кандидатской. В результате — стал доктором технических наук и кандидатом физико-математических наук. В 1959 году присвоено учёное звание профессора.
Активно участвовал в общественной работе и жизни города, избирался членом Свердловского городского комитета КПСС.
Умер 3 июня 1994 года в Новоуральске Свердловской области. Похоронен на Старом кладбище в посёлке Верх-Нейвинский.

## Награды
- заслуженный деятель науки и техники РСФСР;
- Сталинская премия второй степени (1951) — за участие в работах по освоений промышленный производства урана-235.
- Ленинская премия (1960);
- два ордена Ленина (1962, 1970)
- два ордена Трудового Красного Знамени (1951, 1985);
- орден «Знак Почёта» (1966);
- орден Отечественной войны 2-й степени;
- Почётный гражданин Новоуральска (1976);
- медали[1].

## Память
- Именем названа улица в Новоуральске;
- Памятная доска в Новоуральске[2].